# Нелюбін Іван Якович
Іван Якович Нелюбін (1914—1945) — учасник Другої світової війни, командир гармати 239-го окремого винищувально-протитанкового дивізіону 113-ї стрілецької дивізії 57-ї армії 3-го Українського фронту, молодший сержант. Герой Радянського Союзу.

## Біографія
Народився 16 червня (29 червня за новим стилем) 1914 року в селі Кондрашин Лоб, нині Арамелевка Благовіщенського району Башкортостану, у великій селянській родині. Росіянин.
Закінчив 7 класів. Працював майстром дорожнього будівництва в місті Аша Челябінської області.
Вся його молодість пройшла в рідному селі. Вчився він з великими відривами. Спочатку закінчив два класи. Через кілька років ходив у школу ще одну зиму. А семирічну освіту отримав, коли йому перевалило за двадцять. Нелюбіни жили бідно, тому Іван, хоча і був здібним юнаком, вчитися спокійно не міг, замість школи йому доводилося працювати за наймом. У чотирнадцять років Іван освоїв нову професію — став шевцем, а через десять років, завдяки своїм старанням, визначився виконробом при Ашинському райвиконкомі, потім — дорожнім майстром шосейних доріг. На цій роботі його застала війна.
В Червону армію призваний в липні 1941 року Андре-Іванковським РВК Одеської області. Після проходження короткочасних курсів його направляють в артилерійську частину навідником. Вже в роки війни, як грамотного воїна, Івана Нелюбіна висувають на посаду командира 76-міліметрової гармати 239-го окремого протитанкового дивізіону 113-ї стрілецької дивізії 3-го Українського фронту.
Іван Якович Нелюбін здійснив подвиг в Угорщині в березні 1945 року, важко пораненим кинувся під ворожий танк з гранатою.
Похований на пагорбі в селі Янош Шеморе (Угорщина), південніше озера Балатон.

## Пам'ять
- У місті Аша Челябінської області на вулиці, що носить ім'я Івана Яковича Нелюбіна, встановлена меморіальна дошка.
- В місті Благовєщенську (Башкортостан) встановлено бюст Героя.
- У селі Ільїна Поляна Благовіщенського району Башкортостану ім'ям Героя названа середня школа.

## Нагороди
- Указом Президії Верховної Ради СРСР від 29 червня 1945 року за зразкове виконання завдань командування і проявлені стійкість, мужність і героїзм у боях з німецько-фашистськими загарбниками молодшому сержанту Нелюбіну Івану Яковичу посмертно присвоєно звання Героя Радянського Союзу.
- Орден Леніна.
- Орден Червоної Зірки (11.02.1945).
- Орден Слави III ступеня (01.12.1944).
- Медаль «За відвагу» (27.07.1944).
- Медаль «За відвагу» (29.10.1944).
- Медалі.